# Psittacodrillia
Psittacodrillia là một chi ốc biển, là động vật thân mềm chân bụng sống ở biển trong họ Turridae.

## Các loài
Các loài thuộc chi Psittacodrillia bao gồm:
- Psittacodrillia albonodulosa (Smith E. A., 1904)[2]
- Psittacodrillia bairstowi (Sowerby III, 1886)[3]
- Psittacodrillia diversa (Smith E. A., 1882)[4]